# Новая Юность
«Но́вая Юность» — литературно-художественный журнал, издается в Москве с февраля 1993 года. В мае 2024 года было объявлено о приостановке выхода журнала. Последний номер «Новой Юности» вышел в 2023 году.

## История
Бренд издания частично унаследован от ежемесячника «Юность» — одного из популярных литературно-художественных журналов советской эпохи. В 1992 году 14 журналистов, несогласных с политикой издания, вышли из состава редакции и основали свой журнал. С 1993 года редакция «Новой Юности» публикует произведение российских писателей и поэтов. Многие из тех, кто впервые печатался в «Новой Юности», позже становились лауреатами престижных премий в области литературы и искусства.
Андрей Урицкий рецензируя первые годы выхода «Новой Юности», отметил что на тот момент журнал близок к традициям газетной журналистики в таких вещах, как публикация публицистических эссе, остроумных, неожиданных названиях рубрик. Отметил он и неожиданную рубрику «Для тех, кто читает по…», где публикуются стихи на иностранных языках без перевода. Охарактеризовав журнал как интересный, своеобразный и оригинальный и сравнил его с «Митиным журналом», при этом отметив, что «Митин журнал» и «НЮ» стоят на разных позициях, которые он сравнил с позициями западников и славянофилов.
В юбилейной статье о журнале 2003 года Валерия Пустовая отметила такие особенности журнала, как «оформление, которое делает журнал похожим на изрисованный дневник с закладками из репродукций» и упор на самобытность. Она отметила, что вопреки названию, журнал печатает не дебютантов, но состоявшихся авторов, занимаясь также воскрешением забытых имён. Она охарактеризовала журнал как «альманах закрытого литературного общества».
В 2012 году, в связи с 20-летием журнала и сменой главного редактора был изменён его формат, содержание и оформление. Журнал, начиная с этого года журнал учредил литературную премию «Поэтический дебют», лауреаты которой поощряются публикацией книги в поэтической серии «Классики XXI века».

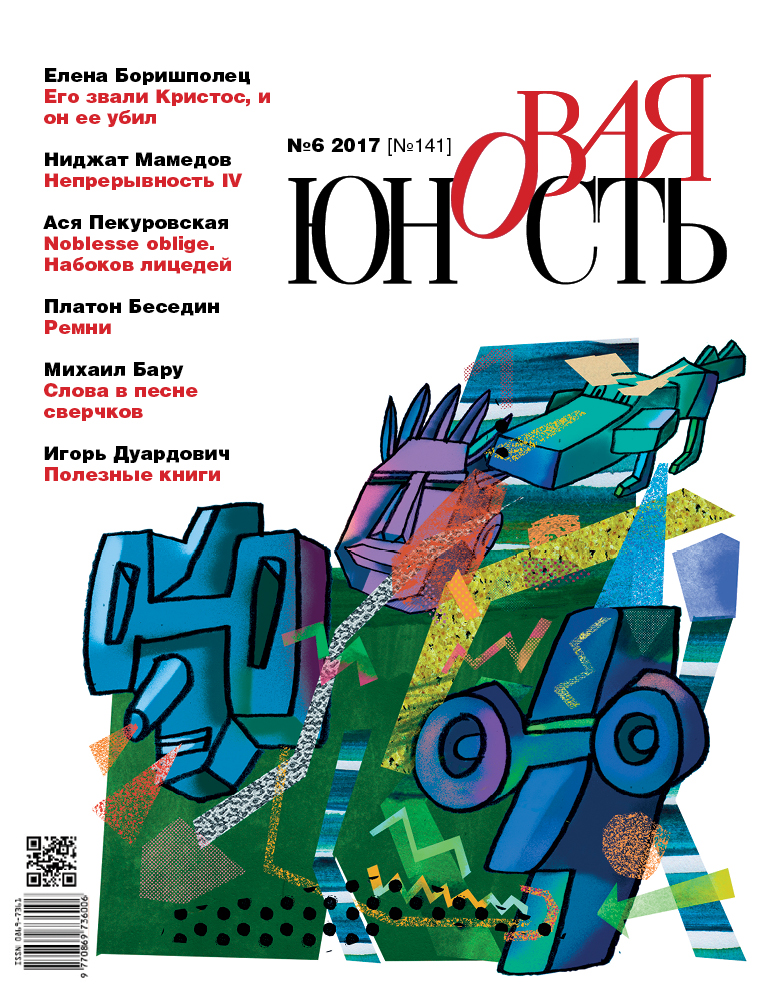
Обложка № 6, 2017

В настоящее время[когда?] в связи с финансовыми трудностями журнал существует только в интернете, однако на бумаге продолжает выходить книга «Избранное» (лучшие произведения за год). В 2015 году Владимир Коркунов и Алексей Александров охарактеризовали бумажное издание как «актуальный срез современной (и не только отечественной) литературы».
По состоянию на 2018 год главным редактором журнала является Ирина Хургина.

## Авторы
В журнале печатались Игорь Иртеньев, Михаил Бару, Михаил Чевега, Алексей Дьячков, Михаил Книжник, Иван Гобзев, Дарья Лебедева, Инга Кузнецова, Дмитрий Замятин, Татьяна Дагович, Илья Леленков, Лариса Миллер, Михаил Москалев, Алексей Кащеев, Алексей Борычев, Кира Грозная, Валерий Бочков, Владислав Кураш, Валерия Иванова, Сергей Захаров, Александр Латкин, Юлия Ефременкова, Мария Косовская, Сергей Штурц и другие.